# Forest City (Iowa)
Pour les articles homonymes, voir Forest City.
Forest City est une ville du comté de Hancock et du comté de Winnebago dans l'État de l'Iowa, aux États-Unis. Elle est le siège de ce dernier. La population s'élevait à 4 362 personnes en 2000.
Elle accueille aussi les bureaux de Winnebago Industries, qui fabrique des camping-cars.
Elle accueille aussi le Waldorf College, affilié à l'Église évangélique luthérienne en Amérique.

## Géographie
Forest City se trouve à 43° 15′ 43″ N, 93° 38′ 25″ O.
D'après le Bureau du recensement des États-Unis, la ville a une superficie de 10,8 km2, dont aucune partie n'est immergée.

## Démographie
D'après un recensement de 2000, il y avait 4 362 personnes à Forest City, dont 1 692 ménages, et 1 084 familles résident dans la ville. La densité de population est de 404,9 hab/km2.
Le Bureau du recensement des États-Unis a établi que la répartition communautaire de la population était la suivante :
| Communauté                                    | Pourcentage de la population |
| --------------------------------------------- | ---------------------------- |
| blancs                                        | 95,97 %                      |
| Afro-américains                               | 0,57 %                       |
| Asiatiques                                    | 1,22 %                       |
| Amérindiens                                   | 0,07 %                       |
| insulaires du Pacifique                       | 0,02 %                       |
| autres communautés                            | 1,47 %                       |
| personnes appartenant à plus d'une communauté | 0,69 %                       |
| Hispaniques                                   | 3,26 %                       |

Sur les 1 692 ménages, 32,7 % avaient un enfant de moins de 18 ans, 52,1 % étaient des couples mariés, 8,9 % n'avaient pas de maris présents, et 35,9 % n'étaient pas des familles. 31,1 % de ces ménages étaient composés d'une personne dont 13,4 % d'une personne de 65 ou plus.
| Tranches d'âge  | Pourcentage de la population |
| --------------- | ---------------------------- |
| moins de 18 ans | 24,3 %                       |
| de 18 à 24 ans  | 14,7 %                       |
| de 25 à 44 ans  | 24,9 %                       |
| de 45 à 64 ans  | 21,3 %                       |
| 65 ans ou plus  | 14,7 %                       |

L'âge moyen de la population est de 35 ans. Pour 100 femmes il y 95,1 hommes. Pour 100 femmes de 18 ou plus, il y a 93,2 hommes.
Le revenu moyen d'un ménage était de $40 031, et celui d'une famille de $50 699. Les hommes avaient un revenu moyen de $30 430 contre $21 883 pour les femmes. Le revenu moyen par tête était de $18 285. Près de 4,7 % des familles et 9,7 % de la population vit en dessous du seuil de pauvreté, dont 14,5 % de ceux en dessous de 18 ans et 9,1 % de ceux de 65 et plus.

## Compléments